# Eugen Bleuler
Eugen Bleuler (Zollikon, 30 aprile 1857 – Zollikon, 15 luglio 1939) è stato uno psichiatra svizzero.
Fu uno dei più importanti psichiatri europei di ogni tempo e apportò contributi fondamentali alla moderna psicopatologia, ridefinendo clinicamente la schizofrenia e l'autismo, di cui coniò anche i relativi termini.

## Biografia
Laureato in medicina nel 1881, si specializzò in psichiatria nel 1883 alla Waldau, sotto la guida di Wilhelm Von Speyr. L'anno successivo si recò in Inghilterra e in Francia, dove seguì i corsi di Jean-Martin Charcot, il più celebre neurologo europeo dell'epoca.
Nel 1885 iniziò a lavorare per il Burghölzli (il celebre ospedale psichiatrico di Zurigo), chiamato da Auguste Forel. Tra il 1886 e il 1898 fu incaricato di dirigere un reparto psichiatrico situato in un antico monastero abbandonato sul Reno, a Rheinau. La clinica, all'arrivo di Bleuler, si trovava in uno stato deplorevole, e Bleuler si impegnò notevolmente per migliorare sia la qualità ambientale del luogo sia la qualità delle cure ricevute dai pazienti. L'esperienza clinica e organizzativa svolta in quegli anni fu fondamentale nel prepararlo ad assumersi la principale responsabilità professionale della sua carriera. Nel 1898 succedette infatti a Forel come professore di psichiatria all'Università di Zurigo, e come direttore dello stesso Burghölzli, cariche che conservò per quasi trent'anni.
In quella sede, ebbe tra i suoi allievi psichiatri destinati a fornire contributi fondamentali alla psichiatria del XX secolo: Carl Gustav Jung, Karl Abraham, Ludwig Binswanger, Hermann Rorschach.
Nel 1910 contribuì a fondare la Società Psicoanalitica Internazionale. Nel 1911 pubblicò il fondamentale lavoro clinico Dementia Praecox oder die Gruppe der Schizophrenien, e nel 1916 il suo classico Lehrbuch der Psychiatrie, che nelle sue varie edizioni fu uno dei più importanti testi di riferimento per lo studio della psichiatria del primo Novecento.
Nel 1927 si ritirò dalla direzione del Burghölzli. 
Morì nel 1939 a Zollikon, la cittadina dove era nato.
Il figlio, Manfred Bleuler, anch'egli psichiatra, continuò il lavoro clinico del padre e si occupò di ricerca sui fattori ambientali in psichiatria.

## La psicopatologia delle psicosi schizofreniche

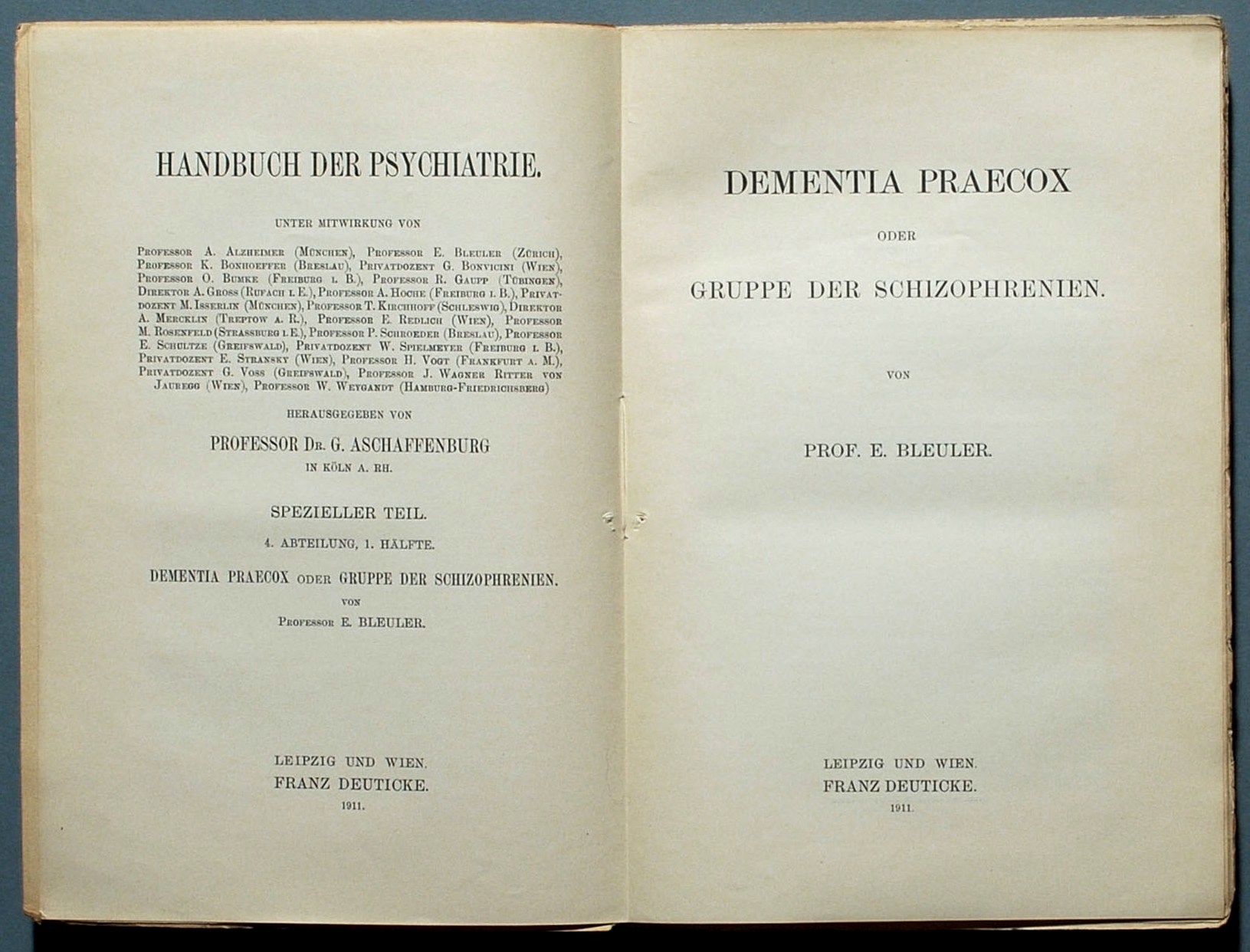
Opera originale di Eugen Bleuler sulla Dementia praecox (1911)

Nel 1911 Eugen Bleuler pubblicò il suo testo principale, Dementia Praecox oder Gruppe der Schizophrenien, in cui riformulò profondamente la classica nosografia ottocentesca delle psicosi schizofreniche di Emil Kraepelin.
Il concetto Kraepeliniano di Dementia Praecox viene infatti radicalmente revisionato in quello di schizein - phren (dal greco "mente divisa"), schizofrenia, il cui termine nosologico era stato coniato da Bleuler stesso nel 1908.
Le sue osservazioni cliniche l'avevano infatti portato a concludere che le psicosi schizofreniche presentavano tre differenze sostanziali rispetto all'inquadramento proposto da Kraepelin:
- Dementia era un termine inadeguato, perché nelle schizofrenie non si presenta solo il degrado delle funzioni ideative o cognitive tipico delle demenze organiche, ma anche una serie di fenomeni ideo-affettivi e comportamentali molto più complessi, non riducibili o assimilabili alla semplice e sola "dementia".
- Praecox era altresì un termine inadeguato, perché anche se la maggioranza delle forme psicotiche hanno un esordio in età giovanile, possono comunque emergere a qualunque età.
- Infine, le diverse manifestazioni cliniche sembravano corrispondere non solo a delle varianti secondarie e superficiali di una stessa patologia di base, ma a vere e proprie forme sindromiche differenti, a volte con differenze notevoli nel quadro nosografico e nell'evolutività sintomatologica: Bleuler sostituisce quindi il termine "unitario" di Dementia con quello di famiglia delle schizofrenie.

Il concetto di schizofrenia esprime dunque il processo patogenetico della "frammentazione dei processi associativi", ovvero di scissione frammentaria dei processi di pensiero, che per Bleuler poteva avere anche una matrice organica ed era alla base delle sindromi schizofreniche.
Le sindromi schizofreniche sono caratterizzate, secondo Bleuler, dai tre processi patologici della dissociazione, del delirio paranoide e dell'autismo (anch'esso un termine coniato, nel 1910, dallo stesso Bleuler; cfr. Il pensiero autistico, a cura di L. Mecacci, ETS, Pisa, 2015). Bleuler si interessò in particolare della dimensione psicologica di tali processi, cercando anche di estendere e applicare alcuni assunti psicoanalitici all'interpretazione della sintomatologia psicotica.
Le sindromi descritte sono quindi riassunte da Bleuler in quello che è considerato tuttora uno dei quadri nosografici più accurati per l'inquadramento clinico di tali patologie:
- Schizofrenia Paranoide (con prevalenza del delirio paranoide e dell'ideazione correlata)
- Ebefrenia (con prevalenza dei sintomi dissociativi, impoverimento del pensiero e deterioramento cognitivo)
- Forma Ebefrenico-Catatonica (con prevalenza di sintomi dissociativi, di autismo e stati catatonici)
- Schizofrenia Simplex (con scarso o nullo delirio, a decorso progressivo, con sintomi "negativi" prevalenti).

## Opere
- Der geborene Verbrecher: eine kritische Studie (1896);
- Die schizophrenen Geistesstörungen im Lichte langjähriger Kranken- und Familiengeschichten (1908);
- Dementia praecox oder Gruppe der Schizophrenien (1911); trad. it. a cura di Johanna Vennemann e Antonello Sciacchitano, Dementia praecox o il gruppo delle schizofrenie, presentazione di Luigi Cancrini, Nis, Roma, 1985.
- Die Psychanalyse Freuds: Verteidigung und Kritische Bemerkungen (1911); trad. it. a cura di Francesco e Guido Ghia, La psicanalisi di Freud, Editrice La Scuola, Brescia, 2011.
- Lehrbuch der Psychiatrie (1916); trad. it. a cura di Carlo Mainoldi, Trattato di psichiatria, Feltrinelli Editore, Milano, 1967; nuova ed. a cura di Francesco e Guido Ghia, Editrice La Scuola, Brescia, 2014.
- Das autistisch-undisziplinierte Denken in der Medizin und seine Überwindung (1919); trad. it. a cura di Luciano Mecacci, Il pensiero autistico, ETS, Pisa, 2015.
- Naturgeschichte der Seele und ihres Bewußtwerdens. Eine Elementarpsychologie (1921).
- Die Psychoide als Prinzip der organischen Entwickelung (1925).
- Mechanismus, Vitalismus, Mnemismus (1931).
- con Sigmund Freud, Ich bin zuversichtlich, wir erobern bald die Psychiatrie. Briefwechsel 1904-1937, a cura di Michael Schröter, Schwabe, Basel, 2012.